# Asymmetric Warfare Group
Pour les articles homonymes, voir AWG.
L'Asymmetric Warfare Group (AWG) est une unité de missions spéciales de l'United States Army créée en 2004 et chargée de fournir des conseils opérationnels à d'autres unités de l'US Army pour les aider à combattre des menaces asymétriques.

## Tâches principales
Les tâches principales de l'AWG sont :
- soutenir les commandants de l'US Army et de forces interarmées en conseillant et assistant le prédéploiement et les forces sur le théâtre d'opérations
- déployer et soutenir les forces de l'AWG pour observer, évaluer et disséminer les informations sur les menaces asymétriques
- aider à l'identification, le développement, l'intégration et la transition à des solutions matérielles et non-matérielles pour des contre-mesures offensives et défensives
- influencer la culture pour former une force plus innovante et adaptable
- évaluer, sélectionner et entraîner les membres de l'unité[2]

L'AWG est composé de sous-officiers supérieurs, d'officiers de niveau de la compagnie et d'employés sous contrat. Il déploie des équipes, souvent de deux, conseiller les unités de combat. L'AWG ne fait pas partie des forces spéciales, bien que de nombre de ses membres en soient des vétérans. Le groupe ne mène pas d'opérations, et son recrutement est ouvert aux femmes. Les membres de l'AWG sont généralement déployés pour 90 jours sur zone, en Irak, Afghanistan, et de plus en plus dans d'autres points chauds comme la Géorgie, les Philippines, le Pérou, la Thaïlande et le Mexique.
L'AWG conduit deux périodes de recrutement par an. Les candidats doivent être compétents pour résoudre des problèmes, communiquer et être créatifs. Environ un tiers des candidats sont retenus.
Le groupe a mis au point des fumigènes qui diffusent leur fumée plus rapidement que les grenades fumigènes classiques, et une sorte de karcher à air servant à soulever le sable à distance pour se dissimuler d’éventuels snipers.